# (74099) 1998 QK22
(74099) 1998 QK22 – planetoida z pasa głównego asteroid okrążająca Słońce w ciągu 4,32 lat w średniej odległości 2,65 j.a. Odkryta 17 sierpnia 1998 roku.